# Carolina Gaitán
Carolina del Pilar Gaitán Lozano (* 4. April 1984 in Villavicencio, Meta) ist eine kolumbianische Schauspielerin und Sängerin.

## Leben
Carolina Gaitán studierte Schauspiel am Lee Strasberg Theatre and Film Institute in New York. Ihre Karriere begann sie mit kleineren Rollen in diversen Serien und Filmen. Außerdem trat sie in Kolumbien in diversen Musicals sowie Telenovelas auf. Ihr großer Durchbruch kam mit einer wiederkehrenden Rolle in Narcos sowie der Hauptrolle Celia in der gleichnamigen Serie sowie der⁸ Hauptrolle in der kolumbianischen Serie Sin senos sí hay paraíso. Für letztere beiden Rollen gewann sie je einen Premios Tu Mundo von Telemundo.
Im Song This Is Me aus dem Trailer zu Greatest Showman ist sie zu hören. Bekannt wurde sie auch als Stimme von Tía Pepa Madrigal aus dem Disney-Film Encanto. Im Film singt sie den Titel We Don’t Talk About Bruno zusammen mit Adassa, Mauro Castillo, Rhenzy Feliz, Diane Guerrero und Stephanie Beatriz. Das Lied war international sehr erfolgreich und erhielt diverse Chartplatzierungen.

## Filmografie

### Fernsehrollen
- 2002: Popstars: Colombia
- 2005: Vuelo 1503
- 2007: Así es la vida (eine Episode)
- 2007: Zona rosa
- 2008: Mujeres asesinas (eine Episode)
- 2009: Gabriela, giros del destino (Hauptrolle, Fernsehserie)
- 2009–2010: Isa TK+ (Hauptrolle, Fernsehserie)
- 2010: La Diosa Coronada (Nebenrolle, Fernsehserie)
- 2011: Flor Salvaje (wiederkehrende Rolle, Fernsehserie)
- 2013: Amo de Casa (drei Episoden)
- 2013: Alias el Mexicano (Hauptrolle)
- 2015–2016: Hermanitas Calle (Hauptrolle)
- 2015: Narcos (zwei Episoden)
- 2015–2016: Celia (Nebenrolle)
- 2016–2019: Sin senos sí hay paraíso (Hauptrolle)

### Filmrollen
- 2017: Greatest Showman (Background-Sängerin)
- 2021: Encanto (Sprech- und Gesangsrolle)
- 2023: Quicksand – Gefangen im Treibsand (2023)